# Lily Walker
Pour les articles homonymes, voir Walker.
Lily Walker, née le 5 juin 2002, est une joueuse britannique de hockey sur gazon. Elle évolue à University of Birmingham et avec les équipes nationales anglaise et britannique.

## Carrière
Elle a fait ses débuts le 24 avril 2022 avec l'Angleterre contre les États-Unis en Caroline du Nord lors de la Ligue professionnelle 2021-2022.